# A Mind Forever Voyaging
A Mind Forever Voyaging, spesso abbreviato AMFV dalla stampa, è un'avventura testuale del 1985, prodotta dalla Infocom e sviluppata da Steve Meretzky.
Piuttosto originale rispetto agli altri giochi del suo genere, è incentrata più sull'esplorazione e interazione narrativa con il mondo immaginario rappresentato, che sulla risoluzione di enigmi.

## Trama
Il giocatore è nei panni di PRISM, il primo vero supercomputer senziente, nel 2031. PRISM è stato inizialmente ingannato facendogli credere di essere veramente umano, mentre in realtà viveva in una simulazione. Gli Stati Uniti del Nord America (USNA) sono sull'orlo del caos e il mondo, ancora in stato di guerra fredda, è terrorizzato dalla recente introduzione di armi nucleari miniaturizzate, facilmente introducibili a mano nelle città. Negli USNA il senatore Richard Ryder ha preparato un drastico piano di emergenza nazionale di stampo conservatore, il Renewed National Purpose ("obiettivo nazionale rinnovato"). PRISM viene inviato in un futuro simulato, per collaudare l'efficacia del piano di Ryder, esaminando il nuovo ordine che si verrebbe a creare con esso. La simulazione è ambientata nella città di Rockvil, nel Dakota del Sud, ma PRISM ha anche accesso a dati del mondo reale.

## Modalità di gioco

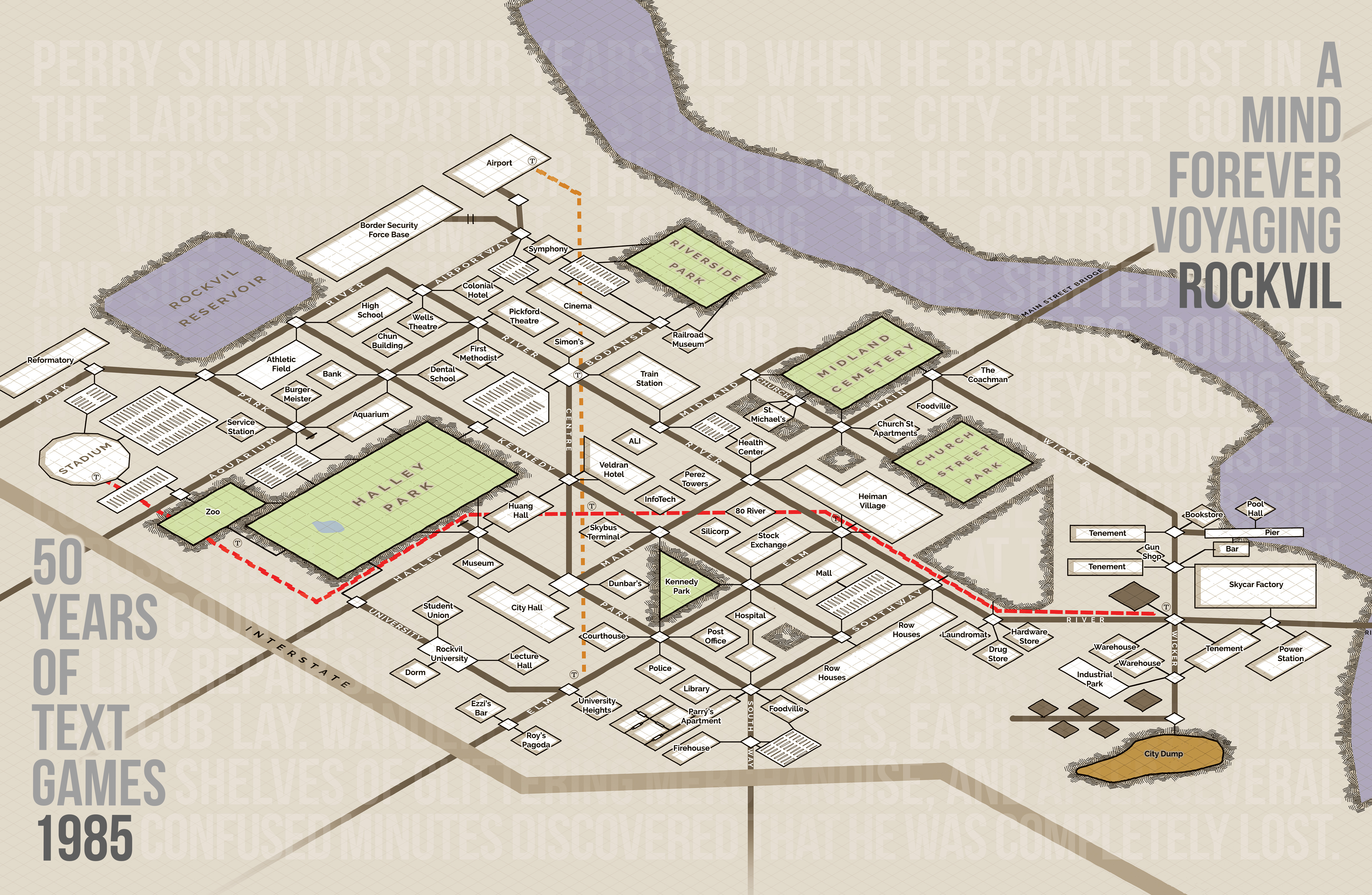
Mappa non ufficiale del mondo di gioco

A Mind Forever Voyaging fu il primo gioco della collana Interactive Fiction Plus di Infocom, caratterizzata da un motore di gioco in grado di comprendere fino a 1700 parole, ma disponibile solo sui computer con almeno 128k di memoria.
Si tratta di un'avventura testuale in inglese, con un'enorme quantità di testi; è del tutto priva di immagini, ma con la confezione originale veniva fornita una mappa turistica cartacea di Rockvil.
PRISM può accedere a una banca dati di file, a telecamere di sorveglianza e a notiziari con molte informazioni sull'ambientazione attuale, e buona parte del gioco consiste nell'assimilare queste informazioni. In modalità simulazione agisce come una persona vera che si aggira per Rockvil e deve registrare esperienze di vita.

## Sviluppo
L'autore Steve Meretzky racconta in un'intervista che sviluppò A Mind Forever Voyaging poco dopo la schiacciante rielezione di Ronald Reagan a presidente degli USA, e la cosa lo deprimeva perché era fortemente contrario alle sue politiche. La tematica del gioco rappresenta anche una critica a tali politiche, e Meretzky sperava che potesse essere una forma di propaganda anti-Reagan.
Il titolo, traducibile "una mente sempre in viaggio", è una citazione tratta intenzionalmente da Il Preludio di William Wordsworth.
Il videogioco ha influenzato alcuni giochi successivi, tra cui Planescape: Torment, e nel 2002 lo sceneggiatore Gary Whitta ha dichiarato di voler ricavare un film dall'opera.